# トゥルッ・インタン
トゥルッ・インタン (マレー語: Teluk Intan) は、マレーシアのペラ州にある都市である。

## 概要
ペラ州で3番目に大きい都市である。推定人口は約110,000人である。
1882年から1892年までは、トゥルッ・アンソン (Teluk Anson) と呼ばれていた。

## 交通

### 鉄道
タパー・ロードからトゥルッ・インタンまでマレー鉄道が1893年から運行していたが、現在は廃止されており、鉄道の便はない。